# Pasi Mali
Pasi Mali is een bestuurslaag in het regentschap Aceh Barat van de provincie Atjeh, Indonesië. Pasi Mali telt 553 inwoners (volkstelling 2010).